# Umberto Copasso
Umberto Copasso (Sagliano Micca, 1º febbraio 1895 – ...) è stato un calciatore italiano, di ruolo attaccante.

## Carriera
Fece il suo esordio con la Juventus contro il Piemonte il 3 novembre 1912, mentre la sua ultima partita fu contro il Novara, il 16 febbraio 1913. Nella sua unica stagione bianconera collezionò cinque presenze ufficiali, più altre sei in incontri amichevoli.
Nella stagione successiva si dedicò all'arbitraggio.
Ottenuta la laurea, il 27 maggio 1929 entrò di ruolo al Ministero delle colonie in qualità di consigliere di governo, prima dislocato in Somalia e successivamente negli uffici di Roma.

## Statistiche

### Presenze e reti nei club
| Stagione        | Club            | Campionato | Campionato | Campionato |
| Stagione        | Club            | Comp       | Pres       | Reti       |
| --------------- | --------------- | ---------- | ---------- | ---------- |
| 1912-1913       | Prima categoria |            | 5          | 0          |
| Totale Juventus | Totale Juventus |            | 5          | 0          |
| Totale carriera | Totale carriera |            | 5          | 0          |